# Isles-lès-Villenoy
Isles-lès-Villenoy ist eine französische Gemeinde mit 1136 Einwohnern (Stand 1. Januar 2022) im Département Seine-et-Marne in der Region Île-de-France. Der Ort befindet sich acht Kilometer südwestlich von Meaux an der Marne. Isles-lès-Villenoy gehört zum Gemeindeverband Communauté d’agglomération du Pays de Meaux.

## Geschichte
Ausgrabungen bezeugen, dass der Ort bereits in der Bronzezeit besiedelt war.

## Sehenswürdigkeiten
- Kirche Saint-Maurice, erbaut im 15. Jahrhundert
- Taubenhaus aus dem 19. Jahrhundert

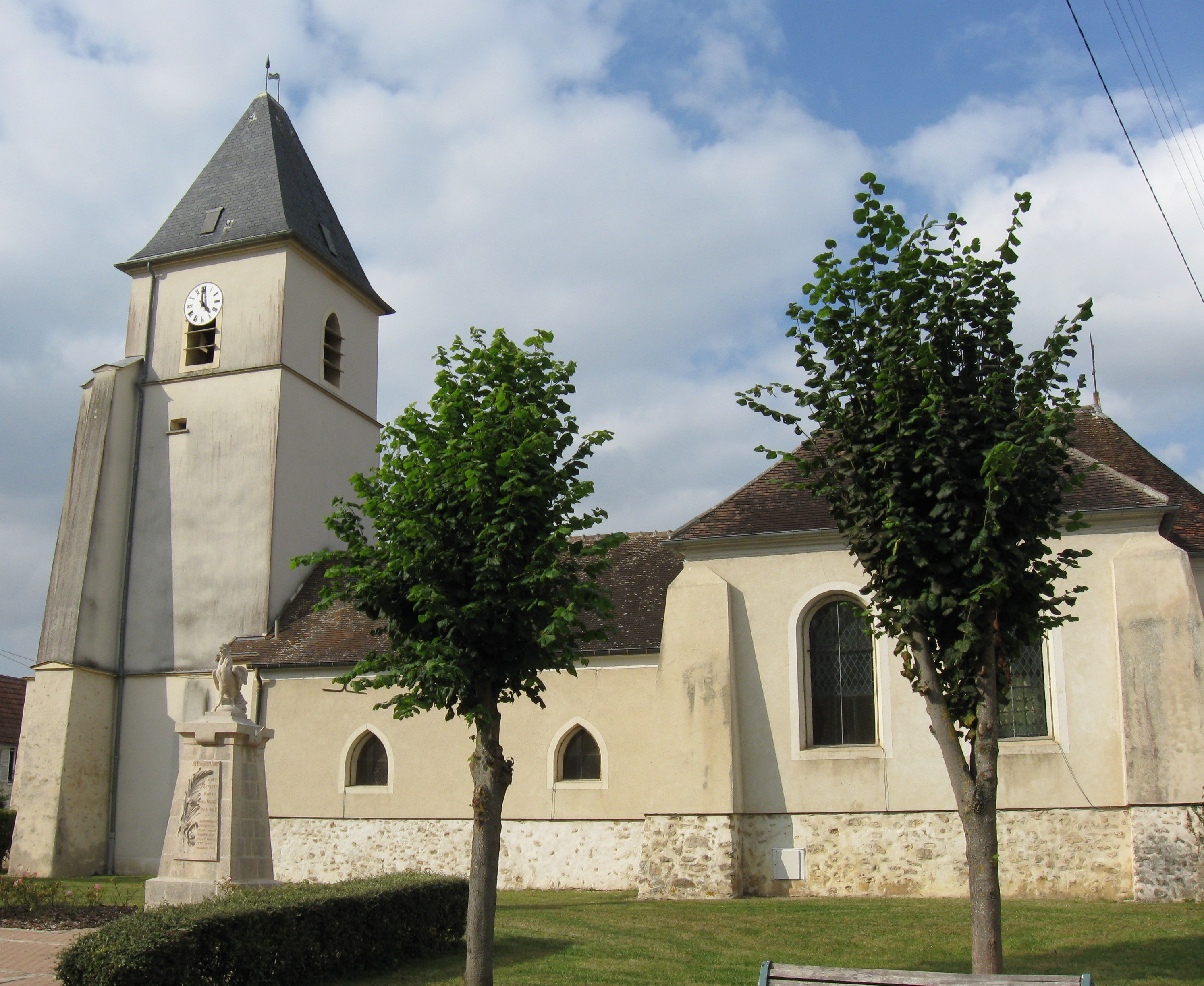
Kirche Saint-Maurice

- Rathaus mit Schule, erbaut 1868